# Nedrevarpet
Nedrevarpet är en sjö i Kalix kommun i Norrbotten och ingår i Sangisälvens huvudavrinningsområde.